# Gerboise à quatre doigts
Allactaga tetradactyla
Espèce
Statut de conservation UICN

 DD  : Données insuffisantes
La Gerboise à quatre doigts (Allactaga tetradactyla) est une espèce de la famille des Dipodidés. Cette gerboise vit en Égypte et en Libye. L'Union internationale pour la conservation de la nature (UICN) considère que les données actuelles sur cette espèce sont insuffisantes pour déterminer son statut.

## Description
C'est une gerboise de couleur sable possédant 4 doigts à chaque patte et un nez retroussé. Elle possède une longue queue terminée de blanc

### Taille
Queue : 15-20 cm
Corps : 24-30 cm
Poids : 20-40 g

## Habitat
Dans les plaines de graviers entre Alexandrie et le golfe de Syrte. 

## Alimentation
Graines et racines de graminées.